# О’Нил, Арт Макбарон
Арт МакБарон О’Нил (ирл. Art mac Baron Ó Néill) (? — 28 ноября 1618) — ирландский аристократ и военный конца XVI — начала XVII века. Его иногда называют Артур О’Нил.

## Биография
Арт был членом ирландской династии О’Нил из Ольстера. Незаконнорождённый сын Мэттью О’Нилла (около 1520—1558), 1-го барона Данганнона (1542—1558). Его второе имя происходило от титула его брата.
Он был единокровным братом Бриана О’Нилла, Кормака Макбарона О’Нилла и Хью О’Нилла, графа Тирона. О’Нилл правит районом Онейленд к югу от озера Лох-Нех. Он мог свободно говорить по-английски в отличие от многих его родственников.
Арт О’Нилл сражался бок о бок со своим братом Хью О’Ниллом, графом Тироном во время Девятилетней войны против английского владычества (1594—1603). Несмотря на серию поражений от англичан, что привело к сожжению их столицы в Данганноне и отступлению в леса, они смогли договориться о том, что Меллифонтский договор вернёт им королевскую милость при новом короле Якове I Стюарте. Арт О’Нил и его братья были прощены за их прошлую деятельность, им были возвращены их владения.
Арт МакБарон О’Нил скончался в 1618 году.

## Семья
У Арта О’Нила было девять сыновей, из которых был наиболее известен Оуэн Роэ О’Нил (около 1585—1649), который служил в качестве наёмника в испанской армии в течение многих лет, прежде чем вернуться в Ирландию во время Ирландских конфедеративных войн. Шестеро других его сыновей погибли во время восстания графа Тирона. Бриан О’Нил был повешен как преступник в 1607 году. Два оставшихся сына также служили в испанской армии.